# Kamelia Todorova
Kamelia Todorova (în bulgară Камелия Тодорова, transliterat: Kamelia Todorova, n. 21 ianuarie 1954, Sofia, Republica Populară Bulgaria), cunoscută și cu numele Camellia Todorova și Camy Todorow în anii 1980 și începutul anilor 1990 în Occident, este o cântăreață și actriță de film bulgară.   
Printre colaboratorii săi muzicali de lungă durată se numără Lyudmil Georgiev, Zhivko Petrov, Angel Zaberski-jr., Mihail Iosifov și alții. Au loc spectacole comune cu grupul „Dinastia Mingus”, Milcho Leviev, Albert Mangelsdorf și Don Cherry. A participat la un program comun cu artiști precum Miles Davis, Sarah Vaughan, Billy Preston și Louie Belson.

## Biografie
Kamelia Kirilova Todorova s-a născut la 21 ianuarie 1954 la Sofia, Bulgaria. Părinții săi sunt Stoika Alexandrova Todorova, cântăreață în corul „Svetoslav Obretenov” („Светослав Обретенов“), și Kiril Kostov Todorov, traducător și admirator de jazz.
În timpul copilăriei sale, Kamelia s-a ocupat de dans și gimnastică ritmică. A moștenit de la mama sa dragostea pentru muzica clasică și sport, precum de la tatăl ei dragostea pentru limbi străine, jazz și film.. Acasă, familia ei vorbea franceza, dar în adolescență Kamelia a refuzat să o vorbească și a decis să înceapă să învețe singură engleza.
A absolvit Colegiul de Arhitectură interioară și Prelucrarea lemnului, iar apoi a avut primele apariții pe scenă ca actriță în perioada 1972–1975 cu compania de teatru experimental "4+4", în regia lui Nikolai Georgiev. Acolo a învățat să cânte și a început să ia lecții de canto cu cântăreața de operă Katia Spiridonova.
La începutul anilor 1980, Kamelia Todorova, împreună cu big band-ul Radioului Național Bulgar dirijat de Vili Kazasian, au înregistrat cântece pop de succes, printre care: "Don't Look at Me Like That, Boy", "Whispered Dreams" și "Let This World Be in Love".
La acea vreme, a jucat și în mai multe filme bulgare de succes. A jucat unul dintre rolurile principale în Regina din Tărnovo (1981), a participat și la Monolog pentru purceluș (1981), Un val de tandrețe (1983), care a fost interzis după plecarea ei din Bulgaria mai târziu în același an, și "Bon Chance, Inspector!" (1983).
Pe 4 și 5 iunie 1982 s-a numărat printre invitații străini care au participat la cea de-a 21-a ediție a festivalului „Slovenska Popevka” (în Iugoslavia de atunci). A câștigat Premiul al III-lea al Juriului Internațional pentru interpretarea unui cântec al unui autor sloven la egalitate cu italianca Rosella Caprioli. 
În 1983, la un festival de muzică din Salonic, Kamelia l-a întâlnit pe viitorul ei soț Michael Kunstmann, a decis să se căsătorească cu el, așa că din insula Corfu a emigrat în Italia.
În 1994 a fost lansat albumul Настроение cu toate melodiile ei înregistrate înainte de plecarea ei în străinătate în anii '80. A fost realizat un videoclip pentru piesa „Whispered Dreams”.
În 2010 a înregistrat împreună cu Liubo Kirov piesa „Do you want?”, inclusă pe albumul Lyubo 2010. În mai 2011 a primit premiul „Златен век” (în română Epoca de aur) din partea Ministerului Culturii din Bulgaria pentru contribuția sa remarcabilă în domeniul artei bulgare. În luna august a aceluiași an, s-a alăturat campaniei pentru alegerile din 23 octombrie ca candidat la funcția de vicepreședinte în pereche cu omul de afaceri Dimitar Kutsarov.

## Viața privată
Kamelia Todorova s-a căsătorit cu Michael Kunstmann în 1983 și s-au stabilit în Germania de Vest. Din căsătoria lor s-au născut două fiice, Miriam-Rebecca și Rachel-Lilia, născute la München.

## Discografie
- 1980 - Камелия Тодорова и Софийски диксиленд (Kamelia Todorova și Dixieland din Sofia)[6]
- 1985 - Bursting at the Seams
- 1986 - Chain of Fools (Lanțul nebunilor)[7]
- 1992 - 2 Souls in 1 (Două suflete într-unul)
- 1994 - Настроение (Dispoziție)[8]
- 1995 - Live January 26th
- 1996 - Привличане (Atracția)
- 1998 - Докосване (Atinge)
- 2001 - Pearls (Perle)
- 2003 - Pleasure (Plăcerea)
- 2006 - Feels like... (Se pare că...)[9]
- 2008 - As One/В едно (Ca unu)

## Filmografie selectivă
- 1972 Cornul de capră (Козият рог / Koziat rog), regia Metodi Andonov
- 1974 Lampa albastră (Синята лампа) serial TV
- 1981 Regina din Tărnovo (Търновската царица), regia Ianko Iankov
- 1981 Monolog despre purcel (Монолог за прасенцето), regia Slav Bakalov
- 1983 Val de tandrețe (Прилив на нежност), regia Kosta Bikov
- 1983 Succes, domnule inspector! (Бон шанс, инспекторе!), regia Petăr Donev
- 1983 Falsificatorul de la „Mierla neară” (Фалшификаторът от „Черният кос“), regia Nedelcio Cernev
- 1987 Eva la etajul trei (Ева на третия етаж), regia Ivanka Grăbceva